# Asobara
Genre
Asobara est un genre d'hyménoptères parasitoïdes de la famille des Braconidae. Ces guêpes parasitent des larves de diptères.

## Liste des espèces
Selon BioLib (29 mai 2021) :
- Asobara fungicola (Ashmead, 1894)
- Asobara persimilis (Papp, 1977)
- Asobara rufescens (Foerster, 1862)
- Asobara subalata (Zaykov, 1982)
- Asobara tabida (Nees, 1834)

Selon ITIS (29 mai 2021) :
- Asobara fungicola (Ashmead, 1894)
- Asobara tabida (Nees, 1834)

Selon NCBI (29 mai 2021) :
- Asobara brevicauda van Achterberg & Guerrieri, 2016
- Asobara citri Fisher
- Asobara elongata van Achterberg & Guerrieri, 2016
- Asobara japonica Belokobylskij, 1998
- Asobara leveri (Nixon, 1939)
- Asobara mesocauda van Achterberg & Guerrieri, 2016
- Asobara persimilis Papp, 1977
- Asobara pleuralis
- Asobara rossica
- Asobara rufescens (Foerster, 1862)
- Asobara tabida
- Asobara triangulata van Achterberg & Guerrieri, 2016
- Asobara unicolorata van Achterberg & Guerrieri, 2016